# Gestreckte Tellmuschel

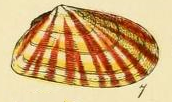
Gestreckte Tellmuschel (Moerella donacina) (aus G. B. Sowerby II, 1859: Taf. 3, Fig. 7)

Die Gestreckte Tellmuschel (Moerella donacina) ist eine Muschelart aus der Familie der Tellmuscheln (Tellinidae), die auch in der Nordsee vorkommt.

## Merkmale
Das mäßig abgeflachte, fast gleichklappige Gehäuse erreicht eine Länge von 26 Millimetern. Der rechte Klappe ist nur geringfügig konvexer gewölbt als die linke Klappe. Die Wirbel sind zum Hinterende hin verschoben etwa ein Drittel (der Gehäuselänge) vom Hinterende entfernt. Die Wirbel sind klein und nach innen und hinten (opisthogyr) eingerollt. Der Umriss des Gehäuses ist länglich eiförmig mit keilförmig zugespitztem Hinterende. Das Länge-/Breite-Verhältnis beträgt etwa 1,7. Der vordere Dorsalrand ist fast gerade und fällt kaum ab. Das Vorderende ist breit gerundet. Der hintere Dorsalrand ist gerade und fällt steil zum Hinterende ab. Dieses ist leicht abgestutzt; der Übergang von Dorsalrand zum Hinterrand ist sehr flach gewinkelt, der Übergang vom Hinterrand zum Ventralrand ist dagegen deutlich gewinkelt. Der Ventralrand ist nur flach gerundet. Der Hinterrand ist etwas nach rechts gebogen.
Das Ligament ist ein grünlich-braunes Band, das sich hinter den Wirbeln auf einer innen gelegenen, breiten Leiste (Nymphe) über ein Drittel des hinteren Dorsalrandes erstreckt. Die Schlossplatte ist schmal, in jeder Klappe sind zwei Kardinalzähne vorhanden. In der rechten Klappe ist der hintere Kardinalzahn längs gefurcht und zweispitzig (bifid) und der vordere Kardinalzahn ist klein. Außerdem ist ein vorderer und hinterer Lateralzahn vorhanden. In der linken Klappe ist der vordere Kardinalzahn längs gefurcht und zweispitzig, der hintere Kardinalzahn ist nur sehr schwach entwickelt. Der vorderer und hinterer Lateralzahn sind nur schwach angedeutet.  In der rechten Klappe erstreckt sich die Basis (bzw. innere Ende) des vorderen Lateralzahn bis zur Basis des vorderen Kardinalzahnes. Der Mantel ist sehr tief eingebuchtet, die Bucht ist annähernd rechteckig. Der Scheitel der Mantelbucht erreicht fast den vorderen Schließmuskel. Der untere Rand der Mantelbucht fällt fast über die gesamte Länge mit dem ventralen Mantelrand zusammen. Es sind zwei Schließmuskel vorhanden; der vordere Schließmuskel ist geringfügig länger, aber schmaler als der hintere Schließmuskel.
Die Schale ist dünnwandig, aber ziemlich fest. Die Oberfläche hat nur randparallele, feine Anwachsstreifen in regelmäßigen Abständen. Der Gehäuseinnenrand ist glatt. Das braunrote Periostracum ist dünn und seidig glänzend. Die Farbe reicht von weißlich, cremefarben bis gelblich und rosa. Von den Wirbeln gehen radiale, pinkfarbene Strahlen aus. Die Strahlen sind unterbrochen und können zum Gehäuserand hin verschwinden. Gelegentlich kommen auch rein weiße Exemplare vor. Innen ist die Schale ähnlich gefärbt. Die Strahlen der Außenseite schimmern durch.
Der Fuß ist ein sehr kräftiger Grabfuß. Die Siphonen sind sehr lang, beweglich und nicht miteinander verwachsen. Die beiden Kiemen sind ungleich groß. Die Mundlappen sind gut entwickelt. Der Mantelrand ist zu fransigen Tentakeln ausgezogen.

### Ähnliche Arten
Die Zwerg-Tellmuschel (Moerella pygmaea) ist kleiner und hat eine weniger tiefe Mantelbucht. Die Art ist im Umriss eiförmig, ihr fehlt der hintere gerade Ventralrand. Außerdem kommen bei dieser Art radiale Farbmuster nur selten und nicht so regelmäßig vor.

## Geographische Verbreitung, Lebensraum und Lebensweise
Das Verbreitungsgebiet der Gestreckten Tellmuschel erstreckt sich von Nordnorwegen entlang den Küsten des Ostatlantiks bis nach Ghana und Angola. Sie kommt auch in der Nordsee, dem Mittelmeer und dem Schwarzen Meer vor. Sie ist auch in den Küstengewässern um Madeira, den Azoren und den Kanarischen Inseln nachgewiesen.
Sie bewohnt grobsandige Böden oder Schill von unterhalb der Gezeitenzone bis etwa 45 Meter Wassertiefe (Nordsieck gibt sogar eine Wassertiefe von 823 Meter an). Hier lebt sie tief eingegraben, seitlich auf der linken Klappe liegend und streckt die Siphonen an die Sedimentoberfläche. Mit dem Einströmsipho nimmt sie organischen Detritus von der Sedimentoberfläche auf.

## Taxonomie
Die Art wurde bereits 1758 von Carl von Linné als Tellina donacina aufgestellt. Es ist die Typusart der Gattung Moerella P. Fischer, 1887 und wird von der MolluscaBase als gültiges Taxon akzeptiert.

## Belege

### Online
- Marine Bivalve Shells of the British Isles: Tellina (Moerella) donacina Linnaeus, 1758 (Website des National Museum Wales, Department of Natural Sciences, Cardiff)
- Species Identification Portal: Tellina donacina (Linnaeus, 1758)